# Milan Ferenčík
Milan Ferenčík (Senica, 13 febbraio 1991) è un calciatore slovacco, centrocampista del Myjava in prestito dal Baník Ostrava.